# QuickDraw 3D
QuickDraw 3D è un'estensione di QuickDraw introdotta dal Macintosh System 7.6. QuickDraw 3D versione 1.6 è incluso in QQuickTime Player 4.0.
Al Macworld Expo del gennaio 1999, Apple annunciò che la tecnologia QuickDraw 3D RAVE (Rendering Acceleration Virtual Engine) sarebbe stata inclusa nel macOS. L'azienda in seguito decise di eliminare il progetto del giugno del 1999 e di rimpiazzare la tecnologia proprietaria QuickDraw 3D con lo standard aperto OpenGL. Questa scelta si rivelò vincente dato che consentì il porting in modo semplice ed economico di molti giochi 3D sulla piattaforma Macintosh.
QuickDraw 3D è disponibile come componente opzionale di QuickTime, ed è utilizzato da alcuni software di CAD.
Di recente Apple ha presentato Quartz e Quartz 3D, due tecnologie basate sull'OpenGL ma molto più potenti e versatili. In Mac OS X sono molto presenti, anche se la possibilità di sviluppare in OpenGL è comunque sempre supportata a pieno livello.